# Hrabstwo Page (Iowa)

Piramida wieku hrabstwa

Hrabstwo Page – hrabstwo położone w USA w stanie Iowa z siedzibą w mieście Clarinda.

## Miasta i miejscowości
- Blanchard
- Braddyville
- Clarinda
- Coin
- College Springs
- Essex
- Hepburn
- Northboro
- Shambaugh
- Shenandoah
- Yorktown

## Sąsiednie hrabstwa
- Hrabstwo Montgomery
- Hrabstwo Taylor
- Hrabstwo Nodaway
- Hrabstwo Atchison
- Hrabstwo Fremont

## Drogi główne
- U.S. Highway 71
- Iowa Highway 2
- U.S. Highway 59
- Iowa Highway 48